# Zimmerius chrysops
Zimmerius chrysops là một loài chim trong họ Tyrannidae.